# Hervormde kerk (Rossum)
De Hervormde kerk is de protestantse kerk van Rossum in de Nederlandse provincie Gelderland. De kerk is gelegen aan Maasdijk 14.

## Geschiedenis
Deze kerk heeft een tufstenen toren welke oorspronkelijk uit de 12e eeuw stamt en in romaanse stijl werd opgetrokken. De bijbehorende kerk was van 1436 tot ca. 1572-1599 kapittelkerk. Aan het seculiere kapittel waren acht prebenden verbonden.
In 1659 werd een nieuwe kerk tegen de toren gebouwd, nadat de voorganger tijdens de Tachtigjarige Oorlog door brand was verwoest.
In 1860 werd deze op zijn beurt vervangen door een bakstenen, brede zaalkerk met vijfzijdige sluiting, en overwelfd door een opvallend netgewelf, uitgevoerd in stucwerk. De banken, inclusief de herenbanken, zijn nog geordend zoals in de tijd van de bouw. Ook de neogotische preekstoel stamt uit deze tijd. Het orgel is van 1889. De venstertraceringen zijn rijk aan detail.
In 1963 werd de middeleeuwse toren in de oorspronkelijke vorm gerestaureerd.
In 2006 werd het gebouw een PKN-kerk.